# Амано, Юкия
Юкия Амано (яп. 天野之弥 Амано Юкия) (9 мая 1947 — 18 июля 2019) — японский дипломат и международный государственный служащий Организации Объединенных Наций и её подразделений. Посол и постоянный представитель Японии в Международном агентстве по атомной энергии (МАГАТЭ), с 2009 года — Генеральный директор МАГАТЭ.

## Биография
Амано родился в городе Югавара префектуры Канагава 9 мая 1947 года. Он начал учёбу в Токийском университете в 1968 году. После окончания юридического факультета он стал служащим Министерства иностранных дел в апреле 1972 года. Его специализацией была международная проблема разоружения и усилия по нераспространению ядерного оружия.
В 1973—1974 годах учился в университете Франш-Конте, в 1974—1975 годах — в университете Ниццы.
Занимал различные посты в Министерстве иностранных дел Японии.
С 2005 года — посол Японии в МАГАТЭ. С 1 декабря 2009 года — Генеральный директор МАГАТЭ.
Умер 18 июля 2019 года в возрасте 72 лет. Причины смерти на настоящий момент неизвестны, однако ранее сообщалось, что Амано может досрочно уйти в отставку по причине заболевания.

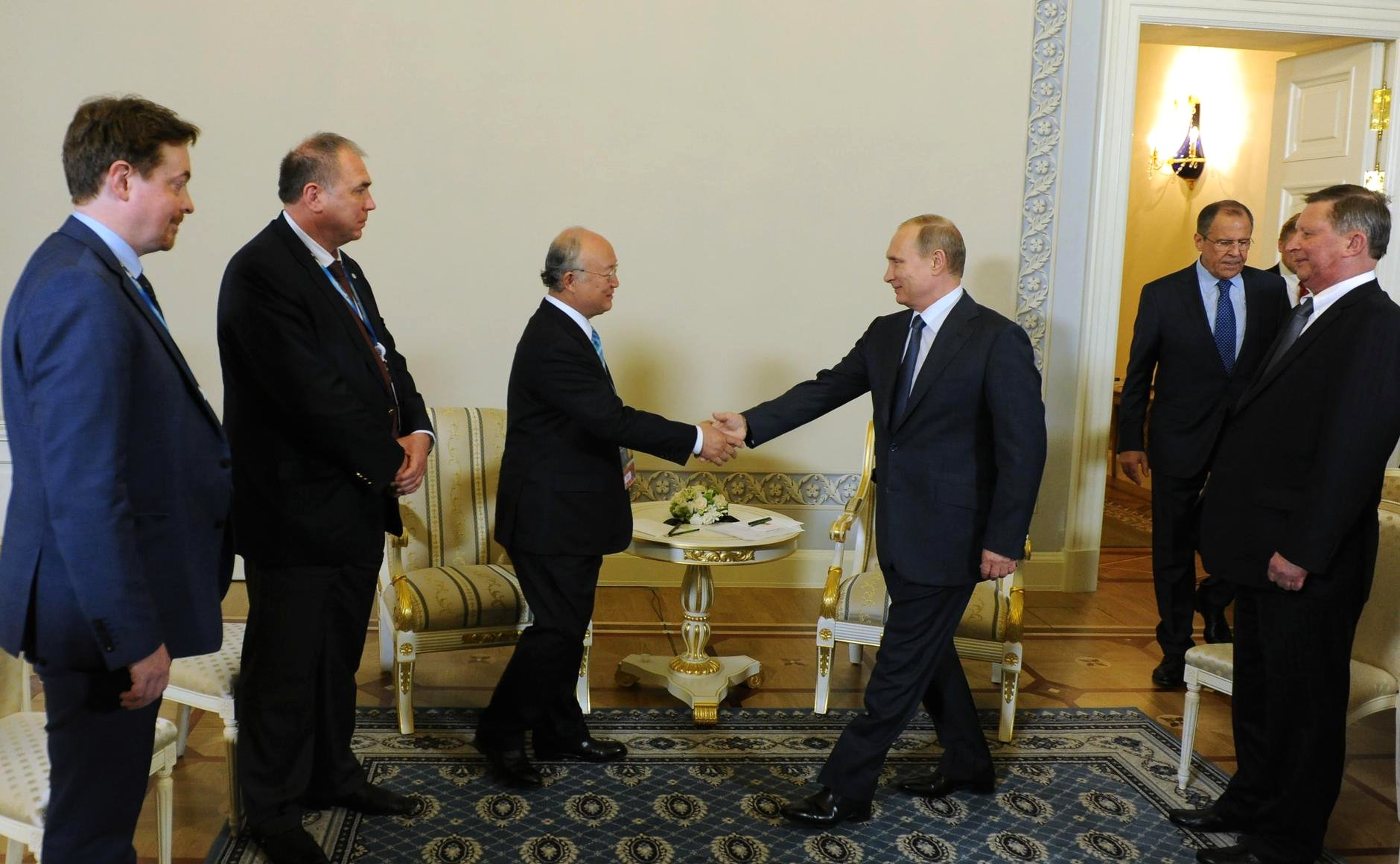
Владимир Путин и Юкия Амано.
Санкт-Петербург, 18 июня 2015 года

## Награды
- Юбилейная медаль «25 лет независимости Республики Казахстан» (2017)[11]